# Brygada KOP „Grodno”
Brygada KOP „Grodno” – brygada piechoty Korpusu Ochrony Pogranicza.

## Formowanie i zmiany organizacyjne
Jesienią 1927 w składzie 6 Brygady Ochrony Pogranicza utworzona została 6 Półbrygada Ochrony Pogranicza. Dowódcy półbrygady podporządkowane zostały dwa bataliony graniczne i jeden batalion odwodowy oraz jeden szwadron kawalerii:
- 23 batalion graniczny w Oranach
- 24 batalion graniczny w Sejnach
- 29 batalion odwodowy w Suwałkach
- 19 szwadron kawalerii w Olkienikach

Dowództwo półbrygady rozmieszczono w Druskiennikach a później przeniesiono do Grodna.
W 1928 brygada ochraniała odcinek granicy państwowej długości 343,795 kilometrów
Latem 1929 6 Półbrygada Ochrony Pogranicza przemianowana została na Brygadę KOP „Grodno”, która podporządkowana została bezpośrednio dowódcy Korpusu Ochrony Pogranicza. Skład brygady, w stosunku do jego poprzedniczki, pozostał niezmieniony. Dowództwo brygady znajdowało się w Grodnie. W 1931 mieściło się przy ulicy Brygidzkiej 1. Wszystkie pododdziały wchodzące w jej skład, obok dotychczasowych numerów, otrzymały nazwy miejscowości, w których stacjonowały. Dwa lata później numeracja batalionów i szwadronów została zniesiona. Organizacja brygady utrzymana została do wiosny 1937.
Organizacja brygady na początku lat 30. XX wieku
- Dowództwo Brygady KOP „Grodno”
- batalion KOP „Orany”
- batalion KOP „Sejny”
- batalion odwodowy „Suwałki”
- 19 szwadron KOP „Olkieniki”
- ośrodek wyszkolenia pionierów
- placówka wywiadowcza nr 1 Suwałki

Pod względem jurysdykcji garnizonowej dowódcy brygady podporządkowana została Centralna Szkoła Podoficerów Korpusu Ochrony Pogranicza w Osowcu.
W 1931 zorganizowano kompanie saperów dla poszczególnych brygad Korpusu Ochrony Pogranicza zorganizowano kompanie saperów dla poszczególnych brygad Korpusu Ochrony Pogranicza. Dzieliły się na cztery typy, a nazwy przybierały od macierzystych jednostek. Brygada „Grodno” otrzymała kompanię typu III. Kompanie tego typu miały dwa plutony po trzy drużyny i drużynę gospodarczą. Etat kompanii wynosił 3 oficerów, 9 podoficerów i 80 szeregowców.
Na początku 1939 został rozformowany Batalion KOP „Suwałki”, a ochraniany przez niego odcinek granicy polsko-niemieckiej przekazany Straży Granicznej.
Z dniem 15 maja 1939 rozwiązano pułk KOP „Wilno” i zlikwidowano jego dowództwo. Bataliony: „Troki”, „Niemenczyn”, „Nowe Swięciany” oraz szwadron kawalerii „Nowe Swięciany” włączono do składu organizacyjnego Brygady KOP „Grodno” zwiększając jednocześnie obsadę jej dowództwa.
W dniach 24-27 sierpnia 1939, w trakcie mobilizacji alarmowej przeprowadzonej na terenie Okręgu Korpusu Nr III na bazie Brygady KOP „Grodno” sformowane zostały następujące oddziały i pododdziały 33 Dywizji Piechoty Rezerwowej:
- Kwatera Główna 33 DP (rez.) i Sąd Polowy Nr 34 przez Dowództwo Brygady KOP „Grodno”
- dowództwo, I batalion i pododdziały specjalne 134 Pułku Piechoty przez batalion KOP „Orany”
- II/134 pp przez batalion KOP „Sejny”
- 43 batalion saperów przez kompanię saperów KOP „Grodno”
- szwadron kawalerii dywizyjnej przez szwadron KOP „Olkieniki”

Z chwilą zakończenia mobilizacji Brygada KOP „Grodno” uległa rozformowaniu.

## Struktura organizacyjna
Struktura w 1929
- Dowództwo Brygady KOP „Grodno”
- 23 batalion KOP
- 24 batalion KOP
- 29 batalion odwodowy
- 19 szwadron KOP „Olkieniki”
- ośrodek wyszkolenia pionierów
- placówka wywiadowcza nr 1 Suwałki

## Obsada personalna dowództwa brygady
Dowódcy brygady
- płk dypl. piech. Mikołaj Bołtuć (VI 1927 – VI 1930 → dowódca PD 19 DP[10][11])
- płk piech. Stanisław Kalabiński (VI 1930 – 1935 → dowódca PD 30 DP[12])
- płk piech. Stefan Leon Biestek (1935[13] – VIII 1939 → dowódca PD 33 DP)

Szefowie sztabu
- kpt. / mjr dypl. piech. Aleksander Jędruch (23 VIII 1929[14] - 3 VIII 1931 → Oddział I SG[15])
- mjr dypl. piech. Jan Kazimierz Keller (1 IX 1931[16] – 7 VI 1934 → DOK X[16][17])
- kpt. dypl. Jan Antoni Becher (od VI 1934[17])
- mjr dypl. piech. Mieczysław Słowikowski (IV – XII 1937)
- mjr dypl. piech. Władysław Niewiarowski (do X 1939)

Oficerowie
- rtm Stanisław Hejnich – dowódca szwadronu kawalerii (1925 – 1930)
- kpt. piech. Józef Maciejowski – III oficer sztabu (VII 1929 – IV 1932)
- kpt Wilhelm Jan Fedórko – komendant Rejonu Przysposobienia Wojskowego

Obsada personalna brygady w czerwcu 1939
- dowódca brygady – płk piech. Stefan Leon Biestek
- szef sztabu – ppłk dypl. piech. Władysław Niewiarowski[c].
- I oficer sztabu – kpt. piech.	Edmund Aleksander Jakub Rzewuski[d].
- II oficer sztabu – rtm. Edmund Krzyżanowski[e].
- szef łączności – mjr łączn. Andrzej Jarosz[f].